# Myristica macrantha
Myristica macrantha là một loài thực vật thuộc họ Myristicaceae. Đây là loài đặc hữu của Fiji.